# Ылай-Талаа
Ылай-Талаа (кирг. Ылай-Талаа) — село в Кара-Кульджинском районе Ошской области Кыргызстана. Административный центр Ылай-Талинского айылного аймака.

## География
Село расположено в северной части области, на левом берегу реки Тар, на расстоянии приблизительно 3 километров (по прямой) к югу от села Кара-Кульджа, административного центра района. Абсолютная высота — 1340 метров над уровнем моря.

## Население
Согласно оценочным данным Национального статистического комитета Кыргызской Республики, численность населения села на начало 2023 года составляла 7438 человек.
| год     | 2009 | 2014 | 2015 | 2020 | 2021 | 2023 |
| ------- | ---- | ---- | ---- | ---- | ---- | ---- |
| человек | 6559 | 7007 | 7111 | 7366 | 7356 | 7438 |